# Muntcentrum
Het Muntcentrum (Frans: Centre Monnaie) is een gebouw tussen de Anspachlaan, de Wolvengracht, het Muntplein en de Bisschopstraat in de Belgische hoofdstad Brussel. Het complex omvat kantoren en winkels en is 63 meter hoog en deels ondergronds gelegen. Een van de ingangen van het metrostation De Brouckère is in het complex gelegen.

## Geschiedenis

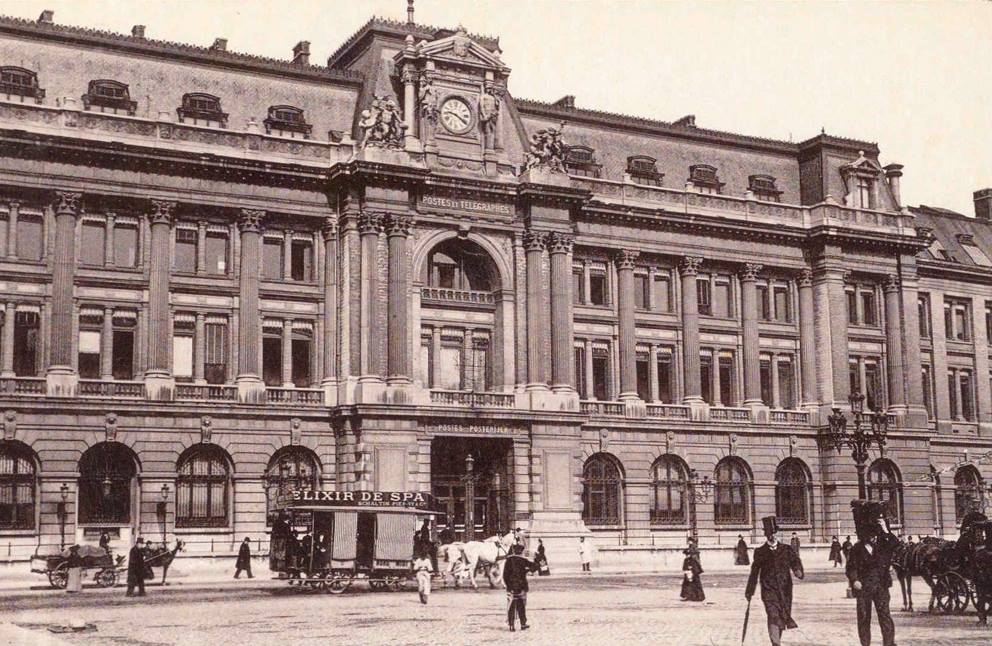
Hôtel des Postes et Télégraphes van architect L. de Curte

Het Muntcentrum werd tussen 1967 en 1971 naar een ontwerp van de architecten André en Jean Polak, Jacques Cuisinier, Jean Gilson en Robert Schuiten gebouwd. Het gebouw werd ontwikkeld door Charly De Pauw en verving het 19e-eeuws Hôtel des Postes et Télégraphes. Het gebouw deed tot 2021 dienst als hoofdzetel van bpost (voorheen Regie der Posterijen en De Post), maar omvatte ook diensten van de stad Brussel (administratief centrum van Brussel, later verhuisd naar het nabijgelegen Brucity) en winkels.
In oktober 2017 opende een nieuw winkelcentrum in het gebouw. Het winkelgedeelte, in handen van AG Real Estate, onderging een twee jaar durende renovatie en vormt een verbinding tussen de Nieuwstraat en de Kleerkopersstraat, twee belangrijke Brusselse winkelstraten.
In januari 2019 verkochten de stad Brussel en bpost het Muntcentrum aan de Antwerpse vastgoedgroep Whitewood voor ruim 80 miljoen euro. De transactie omvatte 75.500 m², waarvan 55.000 m² kantoorruimte en 200 ondergrondse parkingplaatsen. Het winkelgedeelte van het Muntcentrum bleef in handen van AG Real Estate. De hoofdzetel van bpost zal in 2021 verhuizen naar de Multi Tower (de gerenoveerde Philipstoren) aan de overzijde van de Anspachlaan. Het vernieuwde Muntcentrum omvat woningen, een hotel en openbare ruimte. Het prestigieuze Noorse architectenbureau Snøhetta stond samen met het Antwerpse Binst Architects voor de renovatie van het Muntcentrum in.